# Johann von Grant
Johann von Grant (* 1710; † 12. Dezember 1764) war ein preußischer Generalmajor, Chef des Füsilierregiments Nr. 44 und Kommandant des Festung Neiße.

## Leben
Er stammt aus Schottland und stand zunächst in russischen Diensten und war Adjutant des Generalfeldmarschalls Peter von Lacy. Dort wurde er ausgebildet und anschließend dem preußischen König Friedrich II. empfohlen. Mit ihm wechselte Feldmarschall James Keith und Robert Keith aus Ludquhairn nach Preußen.
Dieser nahm im September 1747 als Hauptmann in seine Dienste und machte ihn zu seinem Flügeladjutanten. Am 8. Juli 1754 wurde er zum Major befördert.
Zu Beginn des Siebenjährigen Krieges in den Jahren 1756 und 1757 stand er bei der Armee des Königs. Nach der Schlacht bei Prag wurde er nach London geschickt, um die Siegesnachricht zu überbringen. Der König war begeistert und schenkte dem Überbringer 1000 Pfund Sterling, eine goldene Dose und einen goldenen Degen. Am 28. Mai 1757 reiste er von London wieder zurück zur Armee des Königs. Im Januar 1758 wurde er zum Oberstleutnant befördert und bereits im Dezember 1758 avancierte er zum Oberst. Am 14. März 1759 erhielt er den die Ernennung zum Generalmajor und wurde Kommandant von Neiße. Im Februar 1760 erhielt er das Füsilierregiment „von Hoffmann“. Er befehligte das Regiment aber niemals persönlich, sondern blieb in Schlesien. Im Frühjahr 1761 verhandelte er um einen Gefangenenaustausch zwischen Preußen und Österreichern zu erreichen, die Verhandlungen waren aber nicht erfolgreich. Nachfolgend beschäftigte er sich vernehmlich mit der Reparatur der Festung.
Er starb im Dezember 1764 unverheiratet in Neiße, wo er auch begraben wurde.
Es wird noch folgendes berichtet: Während seiner Rückreise von London saß er für 14 Tage in Stade fest. Er traf dort einige alliierte Offiziere, die er überredete, sich beim preußischen König zu melden, um dann zur Armee unter Ferdinand von Braunschweig zu kommen, um mit ihm gegen die Franzosen zu kämpfen. Als die Deputierten beim König vorsprechen wollten, lehnte dieser zunächst einen Empfang ab. Die Deputierten wollten schon wieder abreisen, als er seine Meinung änderte und die Offiziere letztlich aufnahm. Die Werbung trug viel zu Grants nachfolgender Beförderung bei.